# Дакодону
Дакодону (*д/н — 1645) — 2-й ахосу (володар) Дагомеї в 1620—1645 роках.

## Життєпис
Походив з династії Алладаксону. Син вождя Добагрідону. Вважається, що Дакодону є його прізвиськом, яку він отримав наступним чином. Під час сварки з якимсь Дону, торговцем індиго, Дако вбивав його. За цим поклав труп у діжку з індиго, яку він весело катав.
Згідно з легендою, Дакодону захопив владу, коли його брат ахосу Гангніхессу перебував за межами столиці Абомей. Завершив підкорення народу гедеві, вбивши верховного вождя Да (Дана). На цьому місці звів палац Данхоя (Дан = очільник, xo = живіт, я = всередині, тобто «Вождь, очільник (або Дан за іменем) всередині живота»). Це відносить до міфу, за яким розлючений Дакодону заявив, що таг прагне землі, що може звести будинок навіть на череві. За цим вбив Да, закопав його, а на цьому місці звів палац. Звідси походить назва держави Дагомея. Згодом підкорював навколишні села, збільшивши володіння. Втім історик Една Бей оскаржує цю версію.
Разом з тим висувається нова, за якою Дакодону був вождем або сином вождя гедеві, перемігши Гангніхессу з племені агаджа. В подальшому його додали до переліку правлячої династії для взаконення її панування. В будь-якому разі, це свідчить про протистояння плем'янної знаті агаджа і гедеві під час формування Дагомеї.
Помер Дакодону 1645 року. Йому спадкував син (за іншими відомостями — небіж чи названий син) Ахо Хуеґбаджа.